# 松中みなみ
松中 みなみ（まつなか みなみ、1985年7月10日 - ）は、広島県広島市安佐北区出身のタレント。ツインテール所属。既婚。

## 経歴・人物
5歳のときに、両親に広島市民球場での野球観戦に連れて行ってもらったときに、球場が一体になった赤一色の応援に感動したことがきっかけで、野球が好きになる。11歳のとき、親戚である松中信彦が1996年のドラフト会議にて福岡ダイエーホークスから2位で指名されたことで、さらに野球に夢中になったという。野球好きが理由の一つになり、後にタレントとして活動するようになる。
野球観戦、乗馬、ゴルフを趣味としており、タレントとしての活動もこれらを活かす形になることが多い。特に野球では、テレビ観戦の際は、選手名鑑に加えて、左半分にスコア、右半分にメモ（試合を見ていて気がついたポイントを記入する）を書き込む形式の自作ノート（「松中みなみ式スコアブック」）を欠かさず手元に置いて見ているとのことである。「ベースボールエキスパート2級」「野球知識検定6級」の資格を持っているという。本人曰く、松中信彦が引退する際は、このことを事前に知らされていなかったとのことであり、その理由として「私が涙もろい性格であることを知っているから」ということを、2018年4月のインタビューにて述べている。なお、松中信彦のことを、本人は「にぃにぃ」と呼んでおり、信彦について「口下手だけど、すごく面倒見がいい」と述べている。
競馬では、競馬予想タレントとして、サンスポ予想王TV（現在のサンスポZBAT！）でイメージキャラクターを務める。2013年から3年連続で万馬券100本越えを達成したという。
2015年からはフジネットワーク西日本ブロックネット（テレビ西日本制作・幹事）の「競馬BEAT」で、レギュラーコメンテーターとして小倉競馬場から競馬解説を担当している。
2016年には競馬書籍「万馬券クイーンの秘密」（KADOKAWA）を出版。発売初日に重版が決定する好評ぶりだったそう。
2019年12月末に自身のyoutubeチャンネル「松中みなみのうまうまチャンネル」を開設。初回動画である有馬記念予想では見事的中し総額130万の払い戻しに成功！！チャンネル登録者数は2万6千人を超える（2021年5月現在）
漫画好きでもありブログでもよく紹介されるが、中でも少女漫画と野球漫画が好きでMAJOR（小学館）は全78巻持っているという。ファンサービスに熱心であり、中でも毎年ファンへ手書き年賀状を先着で送っているという。
自身のキャッチフレーズは、「疲れたあなたにビタミンみ～!」。

## 出演

### テレビ番組
- ホリさまぁ〜ず（TBSテレビ、2009年5月12日、5月19日、6月30日）
- 嬢識〜知りたGirly〜（テレビ朝日、2009年8月3日） - レギュラー出演
- オールスター感謝祭（TBSテレビ、2009秋アシスタント）
- 激論!ベイスターズナイト（tvk、2009年12月31日）
- 新撰組〜PEACE MAKER〜（TBSテレビ、5話出演）
- ケーザイ刑事!（JR東日本トレインチャンネル、2009年10月～2010年3月） - 主演
- ハマランチョ（tvk、2011年2月24日）
- これからはパ・リーグだ!（TOKYO MX、2011年5月1日～11月13日） - アシスタント
- ～Teen Age Garden ～キメ!執事（tvk、2011年10月14日～2012年3月30日）
- 海賊戦隊ゴーカイジャー（テレビ朝日、2012年2月19日） - 保育士
- ～Teenage Party～キメ!パピチ～（tvk、2012年4月～）
- スマイル ペットライフ（BS12 トゥエルビ、2012年1月29日）
- うまンchu（関西テレビ、2012年4月7日）
- 竹山のやりたい100のこと〜ザキヤマ&河本のイジリ旅〜（フジテレビONE、2012年5月4日）
- 芸能★BANG+（日本テレビ、2012年6月12日）
- 競馬場の達人（グリーンチャンネル、2012年7月8日）
- 野球好きニューススペシャル　君こそ野球マイスター（J SPORTS、2012年7月22日）
- お笑いワイドショー マルコポロリ!（関西テレビ、2012年7月29日）‐ゲスト出演
- SMAP×SMAP（フジテレビ、2012年8月6日）‐「負けず嫌い殿リーマン」出演
- パ・リーグ主義!（TOKYO MX、2012年4月 - ）レギュラー出演
- うまズキッ!（フジテレビ、2013年4月20日、2013年5月18日）
- しゃかりき!（tvk、2013年10月 - ）レギュラー出演
- テレビ派ランチ（広島テレビ、2013年9月27日 - ）「TOKYOブランチ!!～東京支局 流行ナビ～」出演（支局員No.001）
- 競馬BEAT（テレビ西日本、2015年2月8日-3月1日）小倉競馬場編レギュラーコメンテーター
- 競馬BEAT（テレビ西日本、2015年8月2日-9月6日）小倉競馬場編レギュラーコメンテーター
- STRONG!ホークス野球中継（TOKYO MX）
- 競馬BEAT（テレビ西日本　2016年2月14日-3月6日）小倉競馬場編レギュラーコメンテーター
- 開幕直前！博多華丸×ホークス今年も熱男でよかろうもんSP（テレビ西日本　2016年3月15日）
- 村上信五とスポーツの神様たち（フジテレビ系列全国ネット、2016年4月21日、28日）
- うまンchu（関西テレビ、2016年7月30日）
- HAPPY MONDAY BASEBALL（BSスカパー!　2016年8月8日）ゲスト出演
- 競馬場の達人（グリーンチャンネル、2016年8月20日）親戚である松中信彦と共演
- 競馬BEAT（テレビ西日本、2016年7月31日-9月4日）小倉競馬場編レギュラーコメンテーター
- うまズキッ!（フジテレビ、2016年10月15日）
- 村上信五とスポーツの神様たち（フジテレビ系列全国ネット、2016年10月19日、10月26日）
- うまズキッ!（フジテレビ　2016年11月12日）
- 村上信五とスポーツの神様たち（フジテレビ系列全国ネット、2016年11月30日）
- イキザマJAPAN（関西テレビ、2016年12月24日）大関・豪栄道の夢を叶えるSP
- ホークス中継2016 忘年会SP（TOKYO MX、2016年12月31日）
- BSスカパー!プロ野球セットpresents球春到来！キャンプ中継スペシャル(BSスカパー!、2016年2月2・2月3日）オリックス・ソフトバンク担当
- 競馬BEAT（テレビ西日本、2017年2月12日-3月5日）小倉競馬場編レギュラーコメンテーター
- 馬好王国〜UmazuKingdom〜（フジテレビ、2017年5月20日）
- ホークス中継2017　鷹の祭典（TOKYO MX、2017年7月17日） - 中継レポーター
- 力士・親方70人＆ファン1万人がガチで投票！大相撲総選挙（テレビ朝日　2017年7月31日）
- 競馬BEAT（テレビ西日本、2017年8月6日、8月27日）小倉競馬場編コメンテーター
- プロ野球ワイド（BSスカパー!、2017年8月13日、8月20日）
- ソフトバンクホークス優勝記念ビールかけレポーター（TOKYO MX、2017年9月16日）
- 激！今夜もドル箱（テレビ東京、2018年1月9日）
- 競馬BEAT（テレビ西日本、2018年3月4日）
- 競馬場の達人（グリーンチャンネル、2018年5月6日）
- フロントドア（広島ホームテレビ、2018年6月16日）
- 競馬BEAT（テレビ西日本、2018年8月5日）
- S Rocks （東京MXTV、2018年8月10日・17日）
- 地方競馬中継（グリーンチャンネル、2018年8月12日）
- プロ野球ワイド2018（スカパー、2018年8月13日）
- 馬好王国（フジテレビ、2018年9月22日）
- プロ野球ワイド2018（スカパー、2018年12月17日）
- 恋とか愛とか（仮）（広島ホームテレビ、2018年12月21日）
- 地方競馬中継 (グリーンチャンネル、2019年1月27日)
- 競馬BEAT（テレビ西日本、2019年3月15日）
- 丸ごと！好奇心　知っとる！？（広島テレビ　2019年3月15日）
- 地方競馬中継 (グリーンチャンネル、2019年3月10日)
- フロントドア（広島ホームテレビ、2019年6月16日）
- 地方競馬中継 (グリーンチャンネル、2019年6月2日)
- アベマdeボートレース（AbemaTV、2019年6月29日）
- 競馬BEAT（テレビ西日本　2019年7月28日）
- アベマdeボートレース（AbemaTV、2019年10月12日）
- 地方競馬中継 (グリーンチャンネル、2019年10月20日)
- 競馬予想丸のりパラビ！（Paravi、2019年11月24日・12月1日・8日・22日）
- 地方競馬中継 (グリーンチャンネル、2020年1月13日)
- 競馬BEAT（テレビ西日本、2020年2月9日）
- 競馬BEAT（テレビ西日本、2020年2月23日）
- 地方競馬中継 (グリーンチャンネル、2020年5月10日)
- カジノ番組　ガチバトル型♯3・#4（MONDO TV、2020年7月19日・8月15日）
- 競馬BEAT（テレビ西日本、2020年8月30日）
- EXI怒～12人の怒れるおこ女～（テレビ朝日、2020年9月25日）
- 地方競馬中継 (グリーンチャンネル、2020年10月25日)
- 地方競馬中継 (グリーンチャンネル、2021年1月24日)
- 競馬BEAT（テレビ西日本、2021年2月28日）
- ゴルフ女子 ヒロインバトル（BS12 トゥエルビ、2021年3月7日・14日・21日・28日）[4][5][6][7]
- 追跡LIVE! Sports ウオッチャー（テレビ東京、2021年10月15日）2021年秋華賞予想

### 映画
- 平成トンパチ野郎2（2010年）- マドンナ 役
- ゴーカイジャー ゴセイジャー スーパー戦隊199ヒーロー大決戦（2011年）- 先生 役
- OUT ZONE（2018年公開）- 初主演 相原千夏 役
- OUT ZONE　主演女優としてモントリオール国際映画祭のレッドカーペットを歩く（2018年）
- お口の濃い人　（2019年11月23日公開）
- お終活 熟春!人生、百年時代の過ごし方（2021年5月21日、イオンエンターテイメント配給・香月秀之監督作品）- 入館体験のスタッフ

### イベント
- ラグーナミュージックフェス 2017年3月25日 - 司会
- あるあるCity 2017年4月9日 - 司会
- 全国ダビマス王座決定戦 東北大会 2017年4月22日 - 司会
- 全国ダビマス王座決定戦 東京大会 2017年4月29日 - 司会
- 全国ダビマス王座決定戦 大阪大会 2017年5月6日 - 司会
- 全国ダビマス王座決定戦 福岡大会 2017年5月13日 - 司会
- 全国ダビマス王座決定戦 決勝大会 2017年5月27日 - 司会
- 競馬Beat presents 武豊騎手スペシャルトークショー 2017年7月27日 - 司会
- フェブラリーステークス＆小倉大賞典予想検討会＠小倉競馬場 2018年2月18日
- 日本ダービー予想検討会＠ウインズ小郡 2018年5月26日
- 競馬イベント＠日比谷公園ｵｸﾄｰﾊﾞｰﾌｪｽﾄ 2018年7月15日・22日
- ラジオ日本開局60 周年イベント＠中山競馬場 2018年9月16日
- 桜華賞予想検討会＠石和競馬場 2018年10月14日
- アルゼンチン共和国杯＆JBC予想検討会＠小倉競馬場 2018年11月4日
- マイルチャンピオンシップ予想検討会＠金沢競馬場 2018年11月18日
- ジャパンカップ予想＆競馬初心者教室＠ウインズ道頓堀　2018年11月25日
- WINS渋谷 予想会イベント 2019年8月18日
- 阪神競馬場 予想会＆競馬初心者教室 2019年9月29日
- 鈴木麻優の競馬オフ会～WIN5と天皇賞（秋）を狙い撃ち～　Loft Plus One West（大阪）2019年10月27日
- エキマエ競馬ミィーティングプレミアム＠札幌スタンピーズ　カフェ＆ダイニングバー 2019年11月7日
- 小倉競馬場 令和最初の有馬記念 ”女子うまトーク！” 予想ステージ 2019年12月21日・28日
- 大井競馬場 東京大賞典予想検討会 2019年12月29日

### 広告、CM
- 名古屋外国語大学 - 2011年度ポスター
- やるぞ!青色申告 確定申告（株式会社リオ）-　イメージキャラクター- 2010年～
- Nikon「Scenic YOKOHAMA with Nikon D7000」- 2011年
- ラグーナテンボス - 夏のTVCM 2017年6月～[8]
- JAL×広島テレビ「カープ女子クイズ」（2018年6月26日～7月10日）
- SmartNews ×広島テレビ「カープ女子クイズ」（2018年8月9日～8月23日）
- テーブルマーク× 広島テレビ「カープ女子クイズ」（2018年11月22日～11月28日）
- 日本航空×広島テレビ「カープ女子クイズ」（2019年6月3日～6月9日）
- レック×広島テレビ「カープ女子クイズ」（2020年4月23日～4月29日）
- コナミデジタルエンタテインメント×広島テレビ「カープ女子クイズ」（2020年6月18日～6月25日）
- 味の素×広島テレビ「カープ女子クイズ」（2020年11月16日～11月20日）
- ３Sバッテリー（youtubeCM 2020年10月～）

### 書籍
- 万馬券クイーンの秘密　—（2016年3月31日、KADOKAWA/エンターブレイン）

### WEB
- Zakzak「大相撲コラム」（2017年5月～）
- 文春オンライン「文春野球」（2017年3月～） - ソフトバンクホークスコラム担当
- サンスポZBAT！競馬 - 毎週競馬予想配信中
- MORIYA LOCATION　（youtube 2019年冬・2020年春・夏・秋編）
- 松中みなみのうまうまチャンネル（youtube 2019年12月開設）
- ＢＡＯＯチャンネル（youtube 2020年8月～出演中）

### 舞台
- C調バトら～ず（2009年10月31日）
- リセット3・2・1・・・作：西田大輔／演出：鈴村展弘（2010年2月2日～7日：池袋シアターグリーン）
- ユルネバ～完全版～（2011年4月29日～5月3日：味の素スタジアム）

### インターネット番組
- コナミ通信wave（不定期出演）
- B.L.T みなみの部屋（2010年12月19日～、ustream）
- ハギーのとこトンやってみよう!（CAPCOM）2012年～レギュラー出演
- ダービースタリオンマスターズ（ニコニコ生放送　2016年12月24日）
- 競馬のおはなし（2017年1月23日 AbemaTV）ゲストアシスタント
- 石井一久のマウンド目線から言わせてもらっていいですか？（LINE LIVE 2017年3月13日、20日）
- 名医のいる相談室　（youtube　2020年8月）
- ネオスポちゃんねる 野球 1週間のヒット予想（youtube、9月）
- たくみふぢおのここまで言うん会(netkeibaTV  2019年～　準レギュラー)
- Mission in GAC（Line Live、2020年11月6日）
- G1アナリティクス(netkeibaTV、2019年11月・12月)
- SPAT4プレゼンツ 東京大賞典生配信スペシャル（youtube・ニコニコ動画、2020年12月29日）

### オリジナルビデオ
- 2ちゃんねるの呪いVol.1「鮫島事件」（2010年 - 及川めぐみ 役

### ラジオ
- Dr.コパの黄金の扉（2010年3月29日、九州朝日放送）
- うたパラ!（2011年2月6日･2月13日、東海ラジオ）
- 松中みなみの朝はみなみ風（2011年10月～2012年3月、水曜朝6時、東海ラジオ）
- 松中みなみのぷんぷん叱りんぼ（2012年4月～水曜朝6時、東海ラジオ）
- チア☆スポ（2012年10月～、中京競馬場に行こう！コーナー、東海ラジオ）
- 名古屋外国語大学ラジオメッセージ!（2015年7月～、源石和輝 音楽博覧会内、東海ラジオ）
- プロ野球ラジスコープ！（2016年3月26日、NHK第1）- プロ野球開幕前日SP
- 日曜競馬ニッポン（2016年4月3日、ニッポン放送）
- 井上一樹のドラヂカラ‼ （2016年5月9日、東海ラジオ）
- 岩本勉のまいどスポーツ（2016年5月23日、文化放送）
- 峰竜太のミネスタ（2016年5月24日、ラジオ日本）
- そのだ金曜ナイター（2016年8月5日、ラジオ大阪）
- 先読み！夕方ニュース（2017年3月30日、NHK第1） - プロ野球開幕前日SP
- 先読み！夕方ニュース（2017年5月1日、29日、NHK第1） - 大相撲企画
- 松中みなみの「野球女子カフェ」（2017年4月～、福井放送｜静岡放送｜山口放送｜四国放送｜西日本放送）
- くにまるジャパン 極　（文化放送、2019年10月11日・12月13日）
- プロ野球開幕特別番組 プチ鹿島と櫻井和明のどこまでもプロ野球愛　(ＹＢＳラジオ 2021年3月15日)
- [ https://www.ybs.jp/kks/ 金曜キックス] みなみのUMAJOっ娘通信（ＹＢＳラジオ、2021年4月からレギュラー出演中）

### DVD
- みすど mis*dol 松中みなみ（@misty）2010年7月16日

### モバイル
- ワニブックス＠モバイル「パジャマdeおジャマ」2009年11月
- iPhoneアプリ「松中みなみのおみくじ占い」2010年